# 河津掛け
河津掛け（かわづがけ）は、相撲の日本相撲協会制定決まり手八十二手、掛け手、柔道の投技横捨身技のひとつである。講道館や国際柔道連盟 (IJF) での正式表記は河津掛。IJF略号KWA/P26。旧表記は蛙掛（かわずがけ）。旧称水掛（みずがけ）、性掛（しがらみ）、一本掛（いっぽんがけ）、柵掛（さくかけ）。

## 相撲での河津掛け
相手が外掛けや切り返しで攻めてきたところを逆に相手の左脚に内側から右脚を掛けていき、右足の甲を相手の左脚に引っ掛け、右腕を相手の首に巻いて自分の後方に倒す。
1902年の書籍『日本相撲伝』は本来の河津掛けはさらに右脚の親指と人差し指で相手の左踝下をはさんで相手の首を強く抱き相手にのしかかって崩し倒す技だとしている。
大相撲では、あまり見ることの無い、珍しい決まり手の一つだが、関脇陸奥嵐（1975年7月場所11日目、対大関魁傑戦）や、大関貴ノ浪が得意としていた技だった。
2012年3月場所5日目で、前頭16枚目隆の山が同14枚目勢に勝った一番がある。なお隆の山は十両だった2013年名古屋場所でも佐田の海にこの技で勝っている。
十両の取組でもあまり見かけない技であり、2014年3月場所2日目に9枚目蒼国来が10枚目青狼に対して決めたのが、3年ぶりの十両における河津掛けの記録だった。
2022年11月場所5日目で、関脇豊昇龍が西前頭3枚目翠富士にこの技で勝った。
特に貴ノ浪の場合、大相撲注目の大一番で2度もこの決まり手で勝利している。1度目は1994年1月場所、当時関脇だった貴ノ浪が、まだ一度も勝てていなかった横綱曙に対し、土俵際で奇襲の河津掛けを打つと曙が思わず横転、初めて曙に勝利した。この場所貴ノ浪は13勝2敗の好成績をおさめ、場所後大関昇進を果たした。2度目は1996年1月場所千秋楽、同じ二子山部屋の横綱貴乃花との優勝決定戦で、貴乃花の外掛けを土俵ギリギリに詰まりながらも左脚一本で残し、捨て身の右河津掛けによって貴乃花に勝利、貴ノ浪自身初めての幕内優勝を果たした。
1960年、大相撲の決まり手が70手になった時、切り返しから独立した。
アマチュア相撲の小学生、中学生では危険防止のため禁じ技になっており、用いられた場合は直ちに競技は中止され取直しとなる。同一選手が二度用いた場合は審判員の協議ののち負けとなる。
旧称の「一本掛」は書籍『日本相撲伝』ではちょん掛けと同様の技としている。

### 掛反
掛反（かけぞり）は潜って右腕を相手の相手の左腋に差して右脚を相手の左脚に内から掛けて体を反らせながら相手を捻り倒す河津掛け。反り手。1902年の書籍『日本相撲伝』では河津掛けと区別し、違いは掛反は身を沈め、河津掛けは体を伸ばしておこなうとしている。掲載図では掛反は右腕を差し、河津掛けは右腕で相手の首を抱えている。同著は、報道でもよく誤解されて書かれている旨、記載している。当時は公式発表がなかった。
樋渡雋次郎著の書籍『相撲』（1923年）では右腕を相手の相手の左腋に差して右脚を相手の左脚に内から掛けて、左手で相手の右肘を堅く握り、頭を前から相手の腋の下に突っ込んで、体を反らせながら相手を倒す掛反を紹介している。
日本相撲協会制定決まり手八十二手の掛け反りとは異なる技である。

### 水掛
水掛（みずがけ）は自身は左足、相手は右足を地につけて立っているとき、浮いている相手の左脚に右脚を掛けて蹴り上げて相手を倒す河津掛け。他の河津掛けと比べると自身は倒れ込まないことも多い。

## 柔道での河津掛
柔道での河津掛は投技の横捨身技に分類されるが、試合では講道館ルール、IJFルール共に禁止技である。1955年5月に禁止された。理由は速く強く掛けると掛けられた方は膝を負傷することが多いためである。1982年10月の講道館柔道技名称投技発表時、1995年のIJF技名称発表時、ともに禁止技にもかかわらず技名称に含まれていた。
試合で見られる例としては大内刈や内股など相手の股下に脚を差し入れる技を掛けた時に脚が絡んでしまい、そのまま後に倒れ込むケースである。
河津掛は即座に反則負けとなる重大な反則であるので、これらの技を掛ける時には脚が絡んで河津掛の形にならないよう注意しなければならない。
柔道の正式な技名は送り仮名を送らないことになっているので、正式名は「河津掛」。
試合での実例
- グランドスラム・バクー2015男子73 kg級3回戦

〇ミクローシュ・ウングバリ（ハンガリー）　（02:57 反則/河津掛）　フセイン・ラヒンル（アゼルバイジャン）×　IJFサイト映像
一度はラヒンルの投げによる一本勝ちが宣せられたが河津掛による反則負けに変更された。

## サンボ、レスリングなどでの河津掛け
柔道では、禁じ手となり、技としての進化が止まってしまったが、柔道を源流とするサンボにおいては、独自の進化を遂げた。
サンボの河津掛は大内刈のように脚を絡めたあと、相手と向き合う形に踏み込み、反るように投げる。
この進化した河津掛の技術はフリースタイルレスリングでも応用されている。

### フック・レッグ・アンド・ソルト
フック・レッグ・アンド・ソルトは右腕での小手投げの体勢から右脚を河津掛けし、思いっきりブリッジして後ろに反り投げる河津掛け。書籍『シューティング入門 : 打投極』の掲載写真では途中から隅返のように右足甲で相手の右腿内側を蹴り上げている。

## プロレスでの河津掛け
プロレスでは相撲出身の力道山がルー・テーズのバックドロップを河津掛で防いだ。後にジャイアント馬場によって河津掛を掛けながら相手もろとも後ろに倒れ込む河津落とし（かわづおとし）と呼ばれる技が編み出され、日本人レスラー以外にも使用者がいる。

## 名称の由来

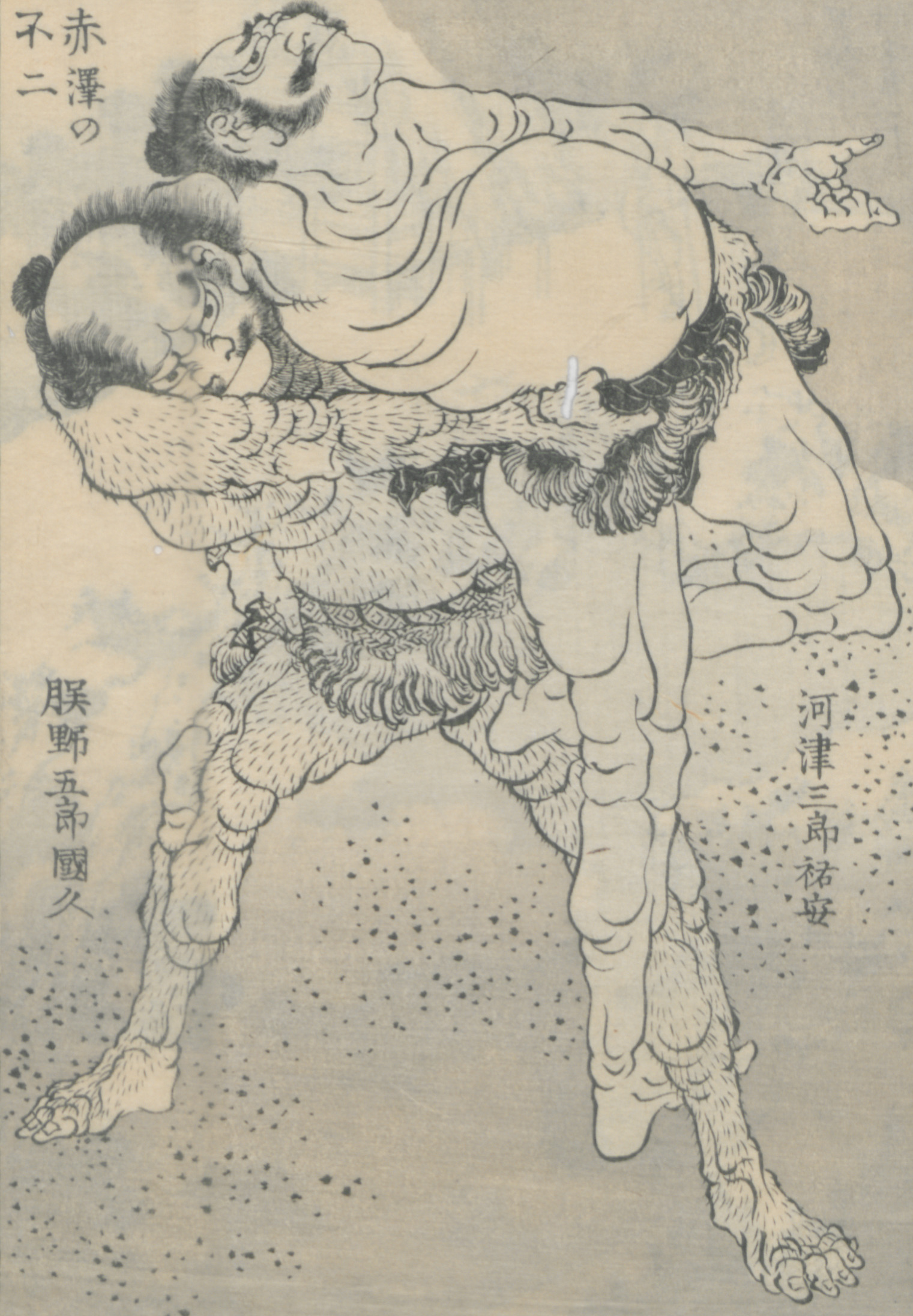
富嶽百景（葛飾北斎）赤澤の不二での河津三郎祐安（河津祐泰、右）による俣野五郎國久（俣野景久、左）への河津掛け

書籍『大相撲大事典』によると名称は脚の形状からカエル（かわず）に由来し、かつては「蛙掛け」（かわずがけ）と呼ばれていた。「河津」の表記にかわったのは、『曽我物語』にある河津祐泰と俣野景久が相撲を取った話で、俣野が河津祐泰に今でいう河津掛けを繰り出したが、江戸時代の草子において「かわずがけ」という名称に掛けた洒落によって、逆に河津祐泰が俣野に掛けている絵が流行り、それが由来ではないかと推測できるが、よくわからないとしている。
一方、書籍『日本擬人名辞典』は『曽我物語』で河津祐泰が俣野景久に繰り出したことに由来するとしている。